# Quy tắc Bergmann

Quy tắc Bergmann là một quy tắc trong sinh thái học nói rằng khối lượng cơ thể tăng khi khí hậu lạnh hơn. Dữ liệu minh chứng cho một mối quan hệ này được thể hiện qua khối lượng cơ thể Nai sừng tấm ở Thụy Điển: Khi vĩ độ (latitude) tăng, tức là khí hậu lạnh hơn thì khối lượng cơ thể nai tăng.

Quy tắc Bergmann là một quy tắc trong sinh thái học, phát biểu rằng trong vòng một nhánh phân loại rộng rãi thì loài kích thước lớn hơn được tìm thấy trong môi trường lạnh hơn, và loài kích thước nhỏ hơn được tìm thấy trong vùng ấm áp. Mặc dù ban đầu quy tắc xây dựng cho của các loài trong một chi, nó thường được viết lại trong điều kiện quần thể trong một loài. Quy tắc cũng thường xuyên diễn trong điều kiện vĩ độ và cũng áp dụng đối với một số loài cây, như Rapicactus.
Quy tắc này được đặt tên sau khi nhà sinh vật học người Đức, Carl Bergmann, mô tả hiện tượng này vào năm 1847, mặc dù ông không phải là người đầu tiên phát hiện ra quy luật. Quy tắc Bergmann thông thường được áp dụng cho động vật có vú và các loài chim, tức là các động vật hằng nhiệt. Nhưng một số nhà nghiên cứu cũng đã tìm thấy bằng chứng cho thấy quy tắc này đúng với một số động vật biến nhiệt, ví dụ như kiến Leptothorax acervorum. Và trong khi quy tắc Bergmann đúng cho nhiều động vật hằng nhiệt, vẫn có vài trường hợp ngoại lệ.
Động vật có kích thước lớn có xu hướng phù hợp với quy tắc Bergmann hơn là động vật có kích thước bé, ít nhất ở một vĩ độ nhất định. Điều này có lẽ phản ánh một khả năng thích nghi với các môi trường không thuận lợi, chẳng hạn như bằng cách đào hang trú ẩn. Ngoài việc là một quy luật sinh thái hiện hữu, quy tắc Bergmann còn được nhận thấy qua nghiên cứu sự tiến hóa của các quần thể trong lịch sử khi tiếp xúc với sự thay đổi nhiệt độ. Đặc biệt, sự giảm kích thước của động vật có vú vì nhiệt độ đã được ghi nhận trong hai giai đoạn của kỷ Paleogen: Tối đa nhiệt thế Paleocene - thế Eocene và Tối đa nhiệt thế Eocene 2.

## Ví dụ

### Ở con người
Quần thể người gần các cực, gồm người Inuit, Aleut, và Sami, có cân nặng lớn hơn cân nặng trung bình của các quần thể người khác ở gần xích đạo, phù hợp với quy tắc Bergmann. Họ cũng có tay chân ngắn hơn và thân rộng hơn phù hợp với quy tắc Allen. Theo Marshall T. Newman (1953), người Mỹ bản địa nói chung phù hợp với quy tắc Bergmann mặc dù khí hậu lạnh và kích thước cơ thể nhỏ từ sự kết hợp của các tộc người Đông Eskimo, Canoe Indians, Yuki, Andes bản địa và Harrison Lake Lillooet trái ngược với dự đoán của quy tắc này. Newman cho rằng quy tắc Bergmann đúng cho quần thể người Âu-Á, nhưng không đúng cho người châu Phi hạ Sahara.

### Ở chim
Một nghiên cứu năm 2019 về sự thay đổi hình thái của loài chim đã sử dụng cơ thể của những con chim sau khi va chạm với các tòa nhà ở Chicago từ năm 1978 đến 2016. Chiều dài xương chân dưới của chim (chỉ số kích thước cơ thể) rút ngắn trung bình 2,4% và cánh lại dài ra 1,3%. Những thay đổi hình thái này được coi là kết quả của sự nóng lên toàn cầu và là một ví dụ chứng minh quy tắc Bergmann có tác động trong tiến hóa.

### Ở thực vật
Quy tắc Bermann không được áp dụng cho thực vật trên tất cả cho vĩ độ. Về họ Xương rồng, trường hợp của Carnegiea gigantea được mô tả như "một xu hướng Bergmann ở thực vật" bởi Niering, Whittaker, và Lowe, tuy nhiên sau đó đã có chứng minh kích thước cơ thể loài này phụ thuộc vào lượng mưa, đặc biệt là mưa mùa đông, chứ không phải nhiệt độ, vì vậy quy tắc Bergmann không áp dụng cho quần thể Carnegiea. Các thành viên của chi Rapicactus có kích thước lớn hơn trong môi trường mát mẻ hơn: đường kính thân cây tăng theo độ cao, và trên hết là theo vĩ độ. Kể từ khi Rapicactus phát triển trong một khu vực mà ở đó lượng mưa trung bình có xu hướng giảm ở vĩ độ cao hơn và kích thước cơ thể của chúng không bị ảnh hưởng bởi khí hậu, điều này cho thấy quy tắc Bergmann có thể xảy ra ở thực vật.

## Giải thích

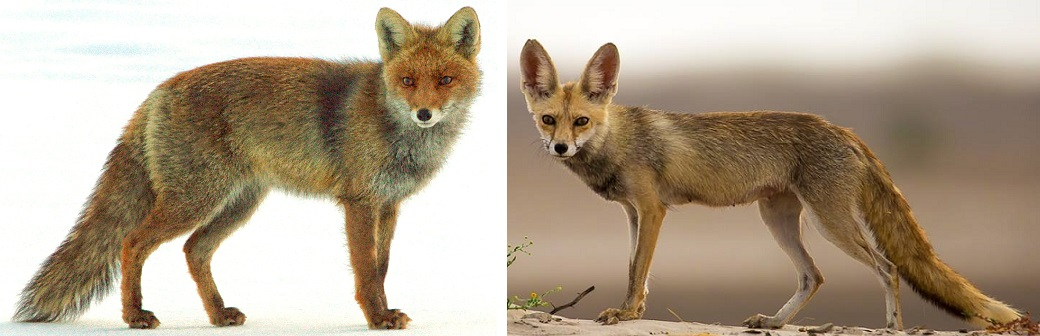
Qua tắc Bergmann được minh họa bởi cáo đỏ ở phía bắc (hình bên phải) và phía nam.

Giải thích sớm nhất, được đưa ra bởi Bergmann khi ban đầu xây dựng quy tắc, là con vật lớn hơn có tỷ lệ diện tích bề mặt với thể tích (tỉ lệ S/V) thấp xuống so với động vật nhỏ, do đó trên mỗi đơn vị diện tích cơ thể chúng phát ra ít nhiệt độ hơn, giúp cơ thể chúng ấm áp hơn trong khí hậu lạnh. Khí hậu ấm áp đặt vấn đề ngược lại: nhiệt độ cơ thể được tạo ra bởi sự trao đổi chất cần phải tiêu tan nhanh hơn được lưu trữ.
Do đó, tỷ lệ diện tích bề mặt với thể tích cao hơn của động vật nhỏ hơn trong khí hậu nóng và khô tạo điều kiện cho sự mất nhiệt qua da và giúp làm mát cơ thể. Điều quan trọng phải lưu ý rằng khi phân tích quy tắc Bergmann, các nhóm quần thể được nghiên cứu có môi trường nhiệt khác nhau, và cũng đã được cách li đủ lâu để các gen khác biệt theo các điều kiện nhiệt này.
Ở động vật giáp xác, các loài này đã được nhận thấy là tăng kích thước khi vĩ độ tăng, vì nhiệt độ giảm làm tăng kích thước tế bào và tăng tuổi thọ, cả hai đều dẫn đến sự gia tăng kích thước cơ thể tối đa (tăng trưởng liên tục trong suốt cuộc đời là đặc trưng của động vật giáp xác). Xu hướng kích thước này đã được quan sát ở các giáp xác như Hyperiidae, Gammaridae, Copepod, tôm tích, Mysida, và họ Euphausiacea, cũng bao gồm so sánh các loài liên quan cũng như loài phân bố rộng rãi. Động vật biển khổng lồ được ghi nhận trong cùng nhóm, có lẽ là cùng lý do. Một yếu tố bổ sung ảnh hưởng tới các loài không xương sống này có thể là nồng độ oxy hòa tan lớn hơn ở nhiệt độ thấp hơn. Quan điểm này được hỗ trợ bởi kích thước giáp xác giảm trong các hồ nước ở độ cao lớn. Một ảnh hưởng có thể có nữa đối với động vật không xương sống là giảm áp lực săn mồi ở vĩ độ cao. Một nghiên cứu về ngành Tay cuộn nước nông cho thấy sự săn mồi đã giảm ở các vùng cực so với vĩ độ ôn đới (xu hướng tương tự không được tìm thấy ở vùng nước sâu, nơi mà sự săn mồi cũng giảm, hoặc so với ngành Tay cuộn nhiệt đới và ôn đới, có lẽ vì cá thể ngành này ở nhiệt đới đã tiến hóa đến kích thước nhỏ hơn để lẩn trốn thành công).

## Quy tắc Hesse
Vào năm 1937, nhà động vật học và sinh thái học người Đức Richard Hesse đã đề xuất một phần của quy tắc Bergmann. Quy tắc Hesse, còn được gọi là "Quy tắc Trái tim lớn", nói rằng loài sinh sống ở khí hậu lạnh có một trái tim lớn hơn (theo tỉ lệ với trọng lượng cơ thể) so với loài liên quan chặt chẽ sống ở khí hậu ấm áp.

## Phê bình
Theo một nghiên cứu của Valerius Geist vào năm 1986, quy tắc Bergmann là sai: các mối tương quan giữ cơ thể với nhiệt độ là không hợp lý, thay vào đó, Geist thấy kích thước cơ thể tỷ lệ thuận với thời gian sống, nhịp tim, hay lượng thức ăn cho mỗi cá thể trong mùa sinh sản.
Bởi vì nhiều lý do có thể ảnh hưởng đến kích thước cơ thể, có rất nhiều nhà phê bình quy tắc Bergmann. Một số tin rằng chính vĩ độ là yếu tố dự đoán kém chính xác về khối lượng cơ thể. Một số ví dụ về các yếu tố chọn lọc khác có thể góp phần làm thay đổi khối lượng cơ thể như là kích cỡ của nguồn thức ăn, ảnh hưởng của kích thước cơ thể trong quá trình bắt mồi như ở động vật ăn thịt, ảnh hưởng của kích thước cơ thể tới khả năng dễ bị tổn thương bởi kẻ thù hay nguồn sống môi trường... Ví dụ, nếu là một sinh vật thích nghi với nhiệt độ thấp, nó có thể còn chịu đựng được giai đoạn thiếu thức ăn, do tương quan giữa nhiệt độ thấp và sự khan hiếm nguồn sống. Một sinh vật lớn hơn có thể dựa vào năng lượng dự trữ của chính nó để cung cấp năng lượng cần thiết cho hoạt động sống cũng như khả năng sinh sản trong thời gian dài hơn.
Cản trở từ điều kiện môi trường tác động lớn vào sự tồn tại của nhiều sinh vật. Nguồn sống của môi trường ít ỏi có thể giới hạn tổng số sinh vật trong môi trường đó, và theo thời gian cũng có thể làm cho các sinh vật thích ứng bằng cách trở nên nhỏ hơn về kích thước cơ thể. Các ảnh hưởng từ nguồn sống môi trường như vậy trở thành một hạn chế của quy tắc Bergmann.